# Lessingia germanorum
Lessingia germanorum là một loài thực vật có hoa trong họ Cúc. Loài này được Cham. mô tả khoa học đầu tiên năm 1829.